# Доннедьё де Вабр, Рено
Рено Доннедьё де Вабр (фр. Renaud Donnedieu de Vabres; род. 13 марта 1954[…], Нёйи-сюр-Сен) — французский политик, министр культуры (2004—2007).

## Биография
Родился 13 марта 1954 года в Нёйи-сюр-Сен, сын сотрудника Государственного совета Жака Доннедьё де Вабра и Жаклин Бо.
Окончил парижский Институт политических исследований и в 1980 году — Национальную школу администрации (выпуск имени Вольтера) вместе с Домиником де Вильпеном, Франсуа Олландом и Сеголен Руаяль.

### Карьера
Начал карьеру на государственной службе с должности супрефекта и главы канцелярии префекта департамента Эндр и Луара, через некоторое время пришёл на работу в аппарат министра обороны Франсуа Леотара и участвовал в избирательной кампании Эдуара Балладюра. В 1996—1998 годах являлся председателем Союза за французскую демократию, но в 2002 году поддержал президентскую кампанию Жака Ширака и был исключён из СФД. Был избран в Национальное собрание и стал министром-делегатом по европейским делам в первом правительстве Раффарена. После выдвижения против него обвинения в отмывании денег при финансировании партии назначен в 2003 году пресс-секретарём партии.
С 1986 по 2001 год являлся депутатом совета региона Центр — Долина Луары.

### В должности министра культуры и коммуникаций
31 марта 2004 года получил портфель министра культуры и коммуникаций в третьем правительстве Раффарена.
31 мая 2005 года новым премьер-министром стал Доминик де Вильпен, и в его правительстве Доннедьё де Вабр сохранил за собой портфель министра культуры и коммуникаций.
18 мая 2007 годах сформировано в первое правительство Фийона, в котором должность министра культуры заняла Кристин Альбанель, а Доннедьё де Вабр не получил никакого назначения.
17 июня 2007 года Доннедьё де Вабр во втором туре парламентских выборов от департамента Эндр и Луара уступил с результатом 48,93 % социалисту Жану-Патрику Жилю.

### Юридическое преследование
13 и 14 декабря 2022 года на допросах в Национальном подразделении финансовых расследований полиции Доннедьё де Вабр признал, что в бытность сотрудником аппарата министра обороны Франсуа Леотара в 1994 году в рамках так называемой «аферы Карачи» имел отношение к подготовке военных контрактов с Пакистаном и Саудовской Аравией, за счёт которых финансировалась избирательная кампания Эдуара Балладюра. Вследствие этого признания 25 января 2023 года Доннедьё де Вабру предъявлено официальное обвинение.

## Семья
Рено Доннедьё де Вабр — внук французского судьи на Нюрнбергском процессе Анри Доннедьё де Вабра.